# Naar Mænd fristes
Naar Mænd fristes (originaltitel The Marriage Circle) er en amerikansk stumfilm fra 1924 instrueret af Ernst Lubitsch.

## Medvirkende
- Monte Blue som Braun
- Florence Vidor som Charlotte, his wife
- Creighton Hale som Mueller
- Adolphe Menjou som Josef Stock
- Marie Prevost som Mizzie
- Harry Myers
- Dale Fuller